# The Light in the Clearing

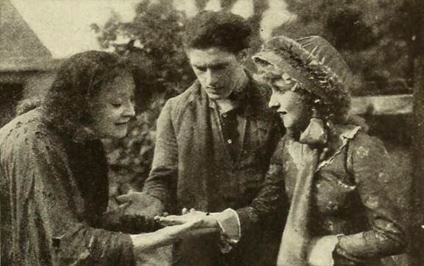
Eugenie Besserer, A. Edward Sutherland et Clara Horton dans The Light in the Clearing

The Light in the Clearing est un film américain réalisé par T. Hayes Hunter et sorti en 1921.

## Synopsis
Barton Baynes reçoit d'une diseuse de bonne aventure une prophétie de quatre périls et d’un avenir rose de la part de la Femme silencieuse, tandis qu’Amos, le fils de Ben Grimshaw, reçoit celui de la mort et de la potence. Une nuit, Bart rencontre l’étranger. Il y a un autre voyageur sur la route et il se trouve que les trois se rejoignent. Ben voit soudain l’éclair d’un coup de feu et l'étranger s'écrouler sur la route. Il voit l’agresseur s’approcher et se pencher sur le corps. Ben lance une pierre et frappe l’assaillant dans la tempe, puis se dépêche de s’éloigner et répand la nouvelle de ce qui s’est passé. Le corps s’avère être celui du fils de la Femme silencieuse, et elle tombe prostrée de chagrin. Amos est reconnu coupable du crime, et le vieux Ben tombe mort avec les doigts osseux de la vieille femme pointés sur lui. Cependant, l’avenir de Barton est brillant avec les sourires de Sally.

## Fiche technique
- Réalisation : T. Hayes Hunter
- Scénario : Irving Bacheller (en) d'après son propre roman[1]
- Production :  Dial Film Company
- Photographie : Abe Scholtz
- Type : Noir et blanc
- Date de sortie : 20 novembre 1921

## Distribution
- Eugenie Besserer
- Clara Horton : Sally Dunkelberg
- A. Edward Sutherland : Barton Baynes
- George Hackathorne : Amos Grimshaw
- Frank Leigh : Ben Grimshaw
- Andrew Arbuckle : Horace Dunkelberg
- Arthur Morrison : Oncle Peabody
- Alberta Lee : tante Deel
- Jack Roseleigh : Joe Wright
- Virginia Madison : Mrs. Horace Dunkelberg
- J. Edwin Brown : Squire Fullerton